# Lluita als Jocs Olímpics d'estiu de 2012
Als Jocs Olímpics d'Estiu de 2012, realitzats a la ciutat de Londres (Anglaterra, Regne Unit), es disputaren divuit proves de lluita, les mateixes que en l'edició anterior, de les quals set proves foren de lluita grecoromana, totes elles en categoria masculina; i onze de lluita lliure, set en categoria masculina i quatre en categoria femenina.
La competició se celebrà entre els dies 5 i 12 d'agost a les instal·lacions de l'ExCeL London.

## Comitès participants
Hi participaren un total de 346 lluitadors, 270 homes i 76 dones, de 71 comitès nacionals diferents.
| - Alemanya (4) - Algèria (3) - Argentina (1) - Armènia (7) - Austràlia (1) - Àustria (1) - Azerbaidjan (13) - Belarús (11) - Brasil (1) - Bulgària (9) - Camerun (1) - Canadà (9) - Colòmbia (3) - Costa d'Ivori (1) - Corea del Nord (5) - Corea del Sud (9) - Croàcia (2) - Cuba (12) | - Dinamarca (2) - Equador (2) - Egipte (13) - Espanya (1) - Estats Units (17) - Estònia (2) - Finlàndia (2) - França (6) - Geòrgia (13) - Grècia (2) - Guam (1) - Guinea Bissau (2) - Hondures (1) - Hongria (7) - Índia (5) - Iran (13) - Iraq (1) - Itàlia (1) | - Japó (13) - Kazakhstan (15) - Kirguizstan (4) - Letònia (2) - Lituània (2) - Madagascar (1) - Mèxic (2) - Micronèsia (1) - Moldàvia (2) - Mongòlia (8) - Marroc (2) - Namíbia (1) - Nigèria (4) - Noruega (1) - Polònia (4) - Puerto Rico (3) - Regne Unit (1) - República Centreafricana (1) | - Txèquia (1) - Romania (2) - Rússia (16) - Samoa Americana (1) - Senegal (2) - Sèrbia (1) - Suècia (6) - Suïssa (1) - Tadjikistan (4) - Tunísia (8) - Turquia (13) - Ucraïna (13) - Uzbekistan (8) - Veneçuela (7) - Vietnam (1) - Xile (1) - R.P. de la Xina (8) |

## Resum de medalles

### Lluita grecoromana
| Prova    | Or                  | Argent                  | Bronze                    |
| – 55 kg  | Hamid Sourian (IRN) | Rovshan Bayramov (AZE)  | Péter Módos (HUN)         |
| – 55 kg  | Hamid Sourian (IRN) | Rovshan Bayramov (AZE)  | Mingiyan Semenov (RUS)    |
| – 60 kg  | Omid Norouzi (IRN)  | Revaz Lashkhi (GEO)     | Zaur Kuramagomedov (RUS)  |
| – 60 kg  | Omid Norouzi (IRN)  | Revaz Lashkhi (GEO)     | Ryutaro Matsumoto (JPN)   |
| – 66 kg  | Kim Hyeon-Woo (KOR) | Tamás Lőrincz (HUN)     | Steeve Guenot (FRA)       |
| – 66 kg  | Kim Hyeon-Woo (KOR) | Tamás Lőrincz (HUN)     | Manuchar Tskhadaia (GEO)  |
| – 74 kg  | Roman Vlasov (RUS)  | Arsen Julfalakyan (ARM) | Emin Ahmadov (AZE)        |
| – 74 kg  | Roman Vlasov (RUS)  | Arsen Julfalakyan (ARM) | Aleksandr Kazakevič (LTU) |
| – 84 kg  | Alan Khugayev (RUS) | Karam Gaber (EGY)       | Daniyal Gadzhiyev (KAZ)   |
| – 84 kg  | Alan Khugayev (RUS) | Karam Gaber (EGY)       | Damian Janikowski (POL)   |
| – 96 kg  | Ghasem Rezaei (IRN) | Rustam Totrov (RUS)     | Artur Aleksanyan (ARM)    |
| – 96 kg  | Ghasem Rezaei (IRN) | Rustam Totrov (RUS)     | Jimmy Lidberg (SWE)       |
| – 120 kg | Mijaín López (CUB)  | Heiki Nabi (EST)        | Rıza Kayaalp (TUR)        |
| – 120 kg | Mijaín López (CUB)  | Heiki Nabi (EST)        | Johan Eurén (SWE)         |

### Lluita lliure

#### Categoria masculina
| Prova    | Or                        | Argent                         | Bronze                   |
| – 55 kg  | Djamal Otarsultanov (RUS) | Vladimer Khinchegashvili (GEO) | Yang Kyong-Il (PRK)      |
| – 55 kg  | Djamal Otarsultanov (RUS) | Vladimer Khinchegashvili (GEO) | Shinichi Yumoto (JPN)    |
| – 60 kg  | Toghrul Asgarov (AZE)     | Besik Kudukhov (RUS)           | Yogeshwar Dutt (IND)     |
| – 60 kg  | Toghrul Asgarov (AZE)     | Besik Kudukhov (RUS)           | Coleman Scott (EUA)      |
| – 66 kg  | Tatsuhiro Yonemitsu (JPN) | Sushil Kumar (IND)             | Liván López (CUB)        |
| – 66 kg  | Tatsuhiro Yonemitsu (JPN) | Sushil Kumar (IND)             | Akzhurek Tanatarov (KAZ) |
| – 74 kg  | Jordan Burroughs (EUA)    | Sadegh Goudarzi (IRN)          | Soslan Tigiev (UZB)      |
| – 74 kg  | Jordan Burroughs (EUA)    | Sadegh Goudarzi (IRN)          | Denis Tsargush (RUS)     |
| – 84 kg  | Sharif Sharifov (AZE)     | Jaime Espinal (PUR)            | Ehsan Lashgari (IRN)     |
| – 84 kg  | Sharif Sharifov (AZE)     | Jaime Espinal (PUR)            | Dato Marsagishvili (GEO) |
| – 96 kg  | Jake Varner (EUA)         | Valerii Andriitsev (UKR)       | Khetag Gazyumov (AZE)    |
| – 96 kg  | Jake Varner (EUA)         | Valerii Andriitsev (UKR)       | Giorgi Gogshelidze (GEO) |
| – 120 kg | Artur Taymazov (UZB)      | Davit Modzmanashvili (GEO)     | Komeil Ghasemi (IRN)     |
| – 120 kg | Artur Taymazov (UZB)      | Davit Modzmanashvili (GEO)     | Bilyal Makhov (RUS)      |

#### Categoria femenina
| Prova   | Or                      | Argent               | Bronze                          |
| – 48 kg | Hitomi Obara (JPN)      | Mariya Stadnik (AZE) | Clarissa Chun (EUA)             |
| – 48 kg | Hitomi Obara (JPN)      | Mariya Stadnik (AZE) | Carol Huynh (CAN)               |
| – 55 kg | Saori Yoshida (JPN)     | Tonya Verbeek (CAN)  | Jaqueline Rentería (COL)        |
| – 55 kg | Saori Yoshida (JPN)     | Tonya Verbeek (CAN)  | Yuliya Ratkevich (AZE)          |
| – 63 kg | Kaori Icho (JPN)        | Jing Ruixue (CHN)    | Soronzonboldyn Battsetseg (MGL) |
| – 63 kg | Kaori Icho (JPN)        | Jing Ruixue (CHN)    | Lubov Volosova (RUS)            |
| – 72 kg | Natalia Vorobieva (RUS) | Stanka Zlateva (BUL) | Guzel Manyurova (KAZ)           |
| – 72 kg | Natalia Vorobieva (RUS) | Stanka Zlateva (BUL) | Maider Unda (ESP)               |

## Medaller

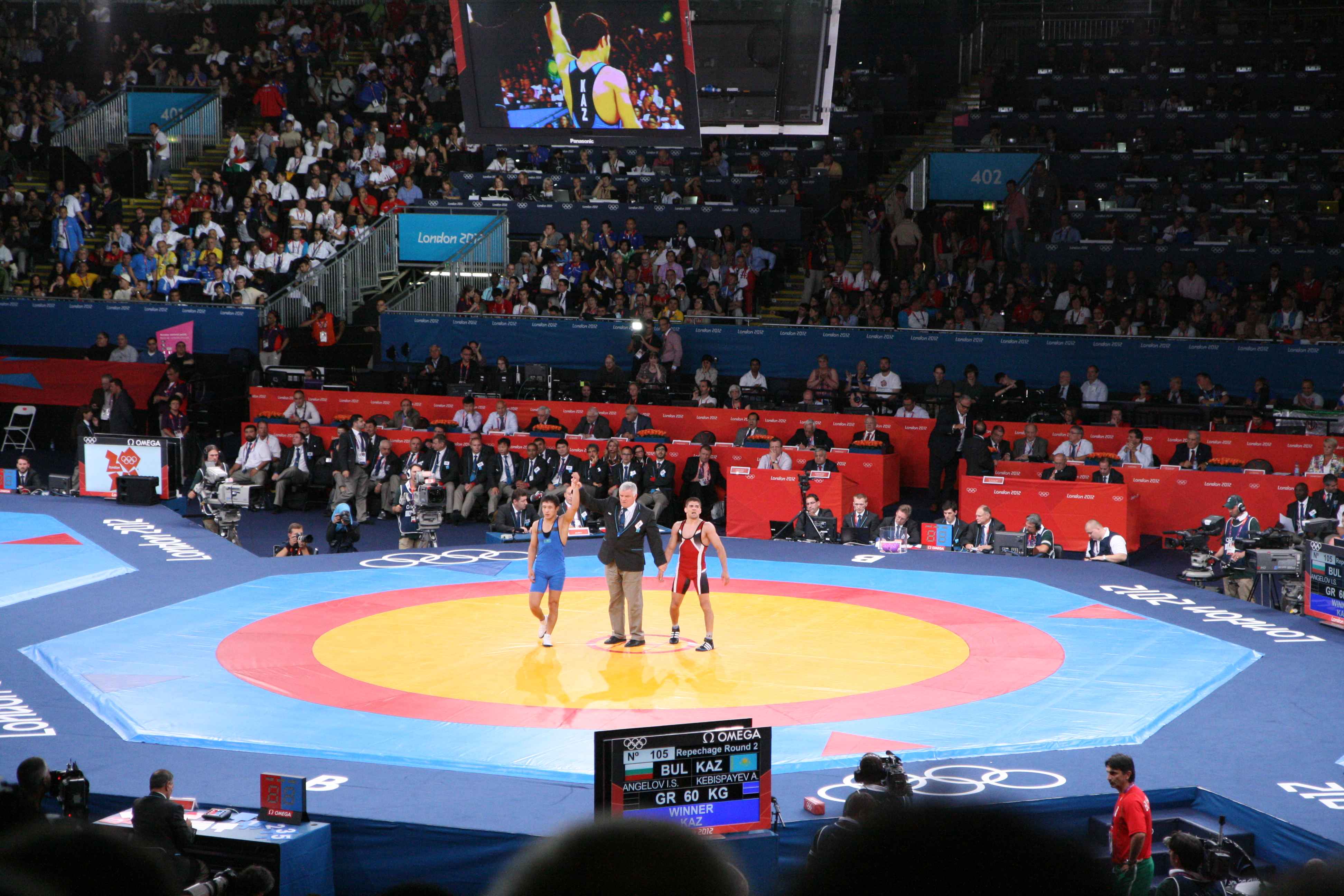
Vista de les instal·lacions de lluita durant els Jocs.

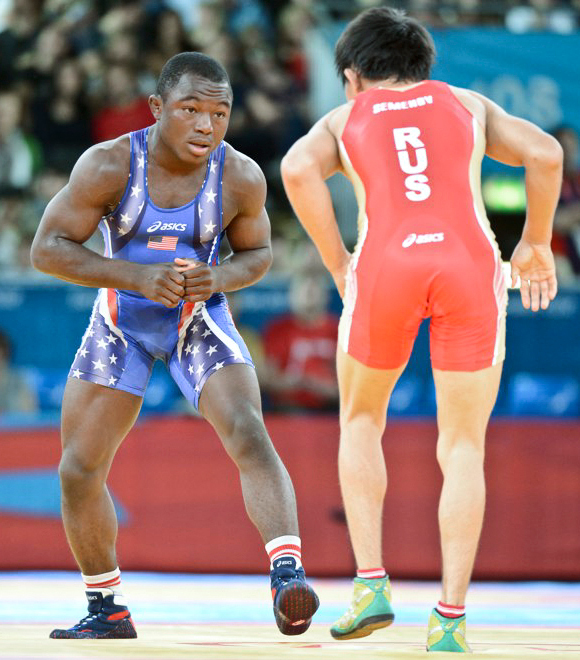
Combat masculí de lluita grecoromana.

| Posició | País            | Or | Plata | Bronze | Total |
| 1       | Rússia          | 4  | 2     | 5      | 11    |
| 2       | Japó            | 4  | 0     | 2      | 6     |
| 3       | Iran            | 3  | 1     | 2      | 6     |
| 4       | Azerbaidjan     | 2  | 2     | 3      | 7     |
| 5       | Estats Units    | 2  | 0     | 2      | 4     |
| 6       | Cuba            | 1  | 0     | 1      | 2     |
| 6       | Uzbekistan      | 1  | 0     | 1      | 2     |
| 8       | Corea del Sud   | 1  | 0     | 0      | 1     |
| 9       | Geòrgia         | 0  | 3     | 3      | 6     |
| 10      | Armènia         | 0  | 1     | 1      | 2     |
| 10      | Canadà          | 0  | 1     | 1      | 2     |
| 10      | Hongria         | 0  | 1     | 1      | 2     |
| 10      | Índia           | 0  | 1     | 1      | 2     |
| 14      | Bulgària        | 0  | 1     | 0      | 1     |
| 14      | Egipte          | 0  | 1     | 0      | 1     |
| 14      | Estònia         | 0  | 1     | 0      | 1     |
| 14      | Puerto Rico     | 0  | 1     | 0      | 1     |
| 14      | Ucraïna         | 0  | 1     | 0      | 1     |
| 14      | R.P. de la Xina | 0  | 1     | 0      | 1     |
| 20      | Kazakhstan      | 0  | 0     | 3      | 3     |
| 20      | Suècia          | 0  | 0     | 2      | 2     |
| 22      | Colòmbia        | 0  | 0     | 1      | 1     |
| 22      | Corea del Sud   | 0  | 0     | 1      | 1     |
| 22      | Espanya         | 0  | 0     | 1      | 1     |
| 22      | França          | 0  | 0     | 1      | 1     |
| 22      | Lituània        | 0  | 0     | 1      | 1     |
| 22      | Mongòlia        | 0  | 0     | 1      | 1     |
| 22      | Polònia         | 0  | 0     | 1      | 1     |
| 22      | Turquia         | 0  | 0     | 1      | 1     |
| Total   | Total           | 18 | 18    | 36     | 71    |